# Şahin tepesi
Şahin tepesi (срп. Соколов брег) је турска телевизијска серија, снимана 2018.

## Синопсис
Прича прати Туну и Мелек, две жене које воде рат због тога што су украле животе једна другој. Годинама раније, Мелек је отац протерао из куће и оставио без наследства, оптужујући је за преступ који није починила, а што се све десило због Туниних интрига. Туна се тиме решила Мелек, и успева да заведе Демира, Мелекиног бившег дечка, за кога се потом и удаје.
Годинама касније, Мелекин отац умире и Мелек се враћа у своју кућу као удовица са двоје деце. Демир и Мелек се срећу после дуго година, што Туну чини беспокојном. Пре своје смрти, отац је саставио тестамент у коме све оставља Мелек, што је многе изненадило, те тако на читању тестамента Мелек постаје власница комплетне имовине. 
Туна постаје забринута јер се све окренуло наопачке и прети да јој све што је годинама стварала измакне из руку. Међутим, брине је и то да ће се открити истина о смрти Мелекиног оца. Тако ће Туна започети рат да би задржала све, али ни Мелек неће одустати тако лако...

## Улоге
| Глумац         | Улога |
| -------------- | ----- |
| Ебру Озкан     | Мелек |
| Мурат Ајген    | Демир |
| Зерин Текиндор | Туна  |